# Oedignatha sima
Espèce
Oedignatha sima est une espèce d'araignées aranéomorphes de la famille des Liocranidae.

## Distribution
Cette espèce est endémique de Thaïlande.

## Description
Le mâle holotype mesure 4,5 mm.

## Publication originale
- Simon, 1886 : Arachnides recueillis par M. A. Pavie (sous chef du service des postes au Cambodge) dans le royaume de Siam, au Cambodge et en Cochinchine. Actes de la Société linnéenne de Bordeaux, vol. 40, p. 137-166 (texte intégral).